# Angelroda
Angelroda è una frazione del comune tedesco di Martinroda.